# Coppa Italia di Serie A2 2001-2002 (calcio a 5)
La Coppa Italia di Serie A2 2001-2002 è stata la 3ª edizione ed ha visto la fase finale svolgersi a Perugia presso il PalaEvangelisti. A vincere la Coppa è stata la formazione ospitante del Perugia Calcio a 5 che si è imposta nella finale, decisa al golden goal, sul San Paolo Pisa.

## Ottavi di finale
Gli incontri di andata si sono disputati tra il 27 novembre e il 1 dicembre 2001, quelli di ritorno tra l'11 e il 19 dicembre a campi invertiti.
| Squadra 1      | Totale | Squadra 2      | Andata | Ritorno  |
| -------------- | ------ | -------------- | ------ | -------- |
| Aosta          | 6-14   | Arzignano      | 0-6    | 6-8      |
| Cesena         | 9-17   | Luparense      | 7-8    | 2-9      |
| San Paolo Pisa | 9-6    | Jesina         | 5-3    | 4-3      |
| Quartu 2000    | 8-3    | Toniolo Milano | 3-1    | 5-2      |
| Perugia        | 15-8   | Martina        | 10-4   | 5-4      |
| Olimpia Ischia | 4-3    | Brillante Roma | 2-3    | 2-0      |
| Real Scafati   | 9-4    | Lido di Roma   | 4-2    | 5-2      |
| Forst Palermo  | 11-10  | Pianeta Verde  | 3-2    | 8-8 (gg) |

## Quarti di finale
Gli incontri dei quarti di finale si sono disputati tra il 15 gennaio e il 3 febbraio 2002 secondo il tabellone precompilato; le squadre che avrebbero disputato la gara di andata in casa sono state determinate tramite sorteggio.
| Squadra 1      | Totale | Squadra 2      | Andata | Ritorno  |
| -------------- | ------ | -------------- | ------ | -------- |
| Luparense      | 10-14  | Arzignano      | 5-9    | 5-5      |
| San Paolo Pisa | 8-4    | Quartu 2000    | 3-1    | 5-3      |
| Perugia        | 16-13  | Olimpia Ischia | 11-3   | 5-10     |
| Forst Palermo  | 8-7    | Real Scafati   | 5-3    | 3-4 (gg) |

## Fase finale
La final four della manifestazione si è svolta l'8 e il 9 marzo 2002 presso il PalaEvangelisti di Perugia.

### Tabellone
|  | Semifinali     | Semifinali     | Semifinali     |                |         | Finale             | Finale             | Finale             |  |
|  |                |                |                |                |         |                    |                    |                    |  |
|  | Perugia        | Perugia        | 7              |                |         |                    |                    |                    |  |
|  | Perugia        | Perugia        | 7              |                |         |                    |                    |                    |  |
|  | Forst Palermo  | Forst Palermo  | 2              |                |         |                    |                    |                    |  |
|  | Forst Palermo  | Forst Palermo  | 2              |                | Perugia | Perugia            | 3                  |                    |  |
|  |                |                |                |                | Perugia | Perugia            | 3                  |                    |  |
|  |                |                | San Paolo Pisa | San Paolo Pisa | 2       |                    |                    |                    |  |
|  | Arzignano      | Arzignano      | San Paolo Pisa | San Paolo Pisa | 2       | 3                  |                    |                    |  |
|  | Arzignano      | Arzignano      |                |                |         | 3                  |                    |                    |  |
|  | San Paolo Pisa | San Paolo Pisa | 6              |                |         | Finale terzo posto | Finale terzo posto | Finale terzo posto |  |
|  | San Paolo Pisa | San Paolo Pisa | 6              |                |         |                    |                    |                    |  |
|  |                |                |                |                |         |                    |                    |                    |  |
|  |                |                |                |                |         | Arzignano          | Arzignano          | 8                  |  |
|  |                |                |                |                |         | Arzignano          | Arzignano          | 8                  |  |
|  |                |                |                |                |         | Forst Palermo      | Forst Palermo      | 4                  |  |

### Semifinali
| Arbitri: | Edoardo Ambrosini (Carrara) Francesco Massini (Roma 1) |

|                                                                |           |                   |
| Gaucci 0'7’’ Fasciano 3’ G. Roma 6’, 17’ Gaucci 22’ Iovine 24’ | Marcatori | 19’ Lima 23’ Noto |

| Arbitri: | Mauro Del Tutto (Ciampino) Fabio Di Paolo (Pescara) |

|                                                                        |           |                                              |
| Borsacchi 6’, 16’ A. Rossa 8’ Andrejić 12’ Rafagnin 23’ Martemucci 34’ | Marcatori | 4’ Đulvat 10’ (aut.) Ricciardi 29’ Antonelli |

### Finale 3º posto
| Arbitri: | Catello Abagnale (Ciampino) Gionata Morosini (Foligno) |

|                                                                           |           |                                                    |
| Ragno 3’, 5’ Palmisciano 7’, 10’ Colaceci 14’ Ragno 18’ Colaceci 26’, 39’ | Marcatori | 12’ Polizzi 16’ (aut.) Ragno 19’ Noto 37’ Benfante |

### Finale
| Arbitri: | Stefano Salvadori (Rovigo) Angelo Montesardi (Brindisi) |

| |            | |
| Gaucci 22’ Fasciano 28’ Iovine 47’ (gg) | Marcatori  | 1’ Andrejić 24’ Schurtz |
| · Marco Ripesi · Giovanni Fasciano · Francesco Ceccaroni · Corrado Sporteni · Ivano Roma · Davide Cerrotta · Antonello Iovine · Giovanni Roma · Aurelio Bussu · Riccardo Gaucci · ? Juric · Fabrizio Di Antonio | Formazioni | · Salvatore Lo Gatto · Almir Rossa · Damiano Umalini · Edgar Schurtz · Giovanni Borsacchi · Mariano Nicolò · Filippo Ricciardi · Gianni Fruzzetti · Velimir Andrejić · Vincenzo Martemucci · Giovani Rafagnin · Riccardo Mosti |
| Aldo Palazzetti | Allenatori | Luigi Pagana |